# 伍世文
伍世文（1932年7月24日—），中華民國海軍二級上將退役，生於廣東省台山海宴那馬村，為中華民國國軍留美將領之一。
伍世文隨父親伍根華到臺灣後就讀桃園縣立中壢中學，並於1951年考入海軍官校，伍世文1955年左營海軍官校畢業，歷任海軍官校校長、海軍副總司令、國防部副參謀總長等重要隊職主官。1995年元旦晉任海軍二級上將，1997年調任海軍總司令。唐飛任國防部長時，伍世文是他的副部長。2000年政黨輪替，陳水扁請唐飛出來組閣，伍世文即升為國防部長，成為民進黨主政後第一位國防部長，少數具有國民黨黨籍的閣員之一。

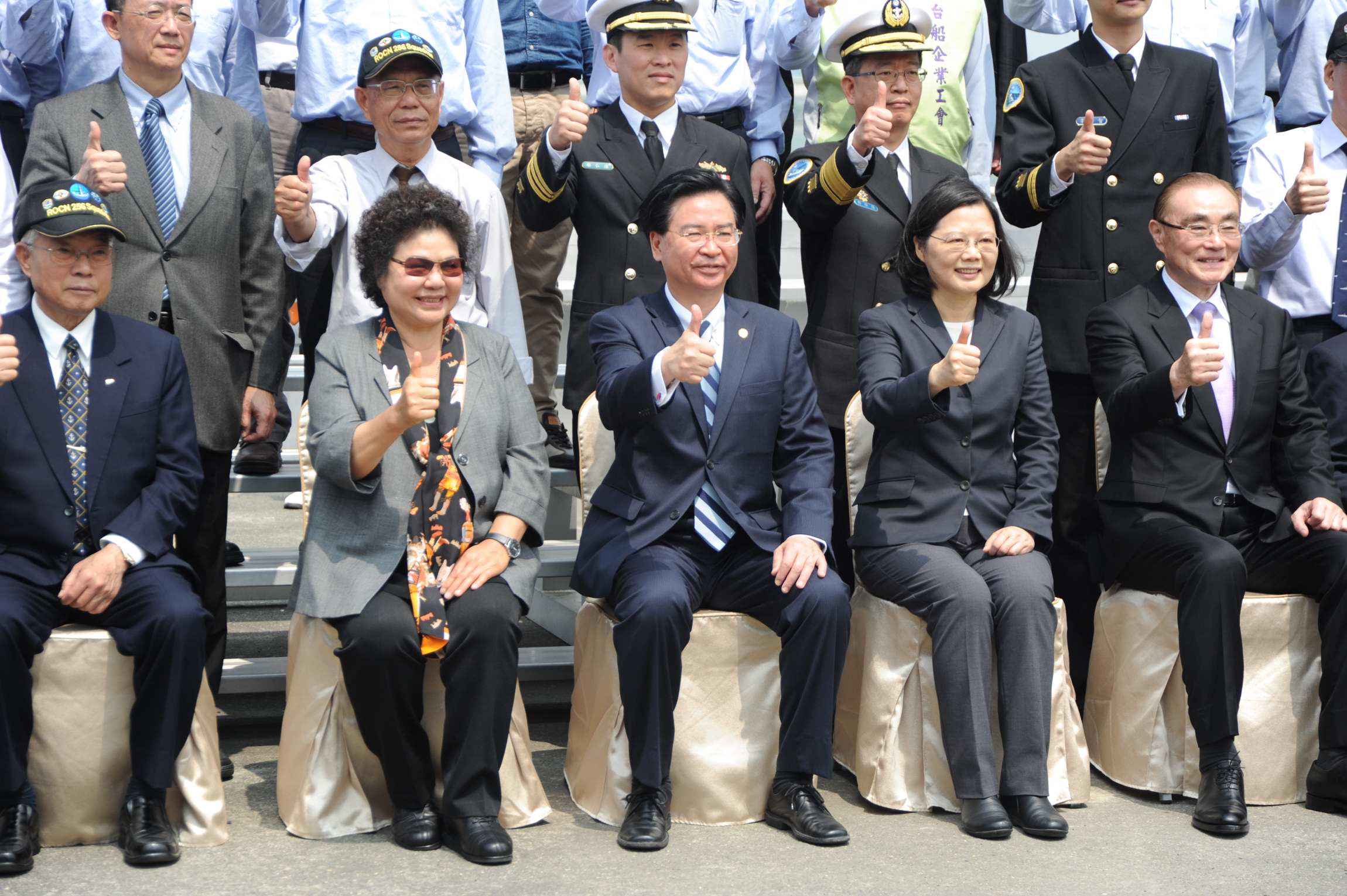
伍世文（左一）出席2017年敦睦艦隊歡送暨潛艦國造備忘錄簽署儀式

伍世文於1955年畢業中華民國海軍軍官學校，之後進入中華民國海軍參謀大學深造。他歷任中建艦輪機官，1958年參與八二三砲戰，負責炮戰中的中華民國國軍運補。因為戰功，升任兵器處處長、人事署署長、艦隊訓練指揮部指揮官、海軍官校校長、海軍副總司令、海軍總司令等重要隊職主官。
他於2000年接受中華民國總統陳水扁邀請，擔任國防部部長並獲頒中華民國軍人最高榮譽青天白日勳章。他也是當時民進黨政府中，少數具有國民黨黨籍的閣員之一。
伍世文於2002年2月1日卸任國防部長，受聘為總統府資政。

## 荣誉

### 中华民国勋章奖章
- 青天白日勋章（2002年1月31日于台北总统府颁授[1]）

## 參看
- 柔性政變